# Агии Анаргири
Агии Анаргири (на гръцки: Άγιοι Ανάργυροι, Агии Анаргири) е град в Гърция. Населението му е 34 168 жители (по данни от 2011 г.). Част е от Атинския метрополен район. Намира се в часова зона UTC+2. Пощенският му код е 135 00, телефонния 210, а МПС кода е IB.